# حبروت القرية (المهرة)

تعديل مصدري - تعديل

حبروت القرية هي إحدى قرى عزلة حبروت بمديرية شحن التابعة لمحافظة المهرة، بلغ تعداد سكانها 48 نسمة حسب تعداد اليمن لعام 2004.